# Lémur mongos
Eulemur mongoz
Espèce
Statut de conservation UICN

 CR A4cde : 
En danger critique
Statut CITES
Le Lémur mongos ou Mongos ou Lémur mongoz (Eulemur mongoz) est une espèce de lemuriformes de la famille des Lemuridae.

## Description
Ce primate mesure de 30 à 40 cm et possède une queue mesurant de 40 à 65 cm environ.

## Répartition
Il vit dans les forêts sèches décidues dans l'ouest de Madagascar. Il a été introduit dans les Comores où il vit plutôt dans les forêts humides.

## Comportement
Un phénomène rare chez ce lémur, il est diurne ou nocturne en fonction des saisons. Cet arboricole vit en petits groupes familiaux composé des parents et de un à quatre petits. Les rencontres entre différents groupes sont rares et ne sont pas exemptes d'agressivité.

## Alimentation
Le lémur mongos est frugivore, il se nourrit principalement de fruits aussi bien mûrs que verts. Il se nourrit également de graines, de feuilles, de fleurs, de nectar, d'oisillons et de fourmis. Son régime alimentaire varie selon la saison, il consomme plus de feuille durant la saison sèche et de nectar durant la saison humide. Les matières animales (oisillons, fourmis) sont consommées uniquement durant la saison sèche.